# Rajshahi
Rajshahi (tiếng Bengal: রাজশাহী, [radʒ.ʃaɦi]; từng mang tên Rampur Boalia) là một thành phố của Bangladesh, một trung tâm đô thị thương mại, giáo dục lớn của Bắc Bengal. Đây là thủ phủ hành chính của cả phân khu Rajshahi và huyện Rajshahi. Nằm trên bờ bắc của sông Padma, gần biên giới Bangladesh-Ấn Độ, thành phố có dân số hơn 763.952 người. Vây quanh Rajshahi là thành phố vệ tinh Nowhata và Katakhali, tạo nên một vùng đô thị hơn 1 triệu người.
Rajshahi hiện đại nằm trong vùng lịch sử Pundravardhana. Nó được thành lập năm 1634, theo tài liệu khắc lại trên lăng của wali Sufi Shah Makhdum. Người Hà Lan cũng từng tới đây sinh sống vào thế kỷ 18. Đô thị Rajshahi được lập ra năm 1876 thời Raj thuộc Anh.
Rajshahi ngày nay là một trung tâm hành chính, giáo dục, văn hóa & thương mại của Bangladesh. Nơi đây nổi tiếng với nghề làm lụa.